# Hit Man (film, 2023)
Pour les articles homonymes, voir Hitman.
Pour plus de détails, voir Fiche technique et Distribution.
Hit Man, ou Tueur à gages au Québec, est un film américain réalisé par Richard Linklater et sorti en 2023. Le scénario s'inspire d'une histoire vraie relatée dans un article de Skip Hollandsworth (en) publié dans Texas Monthly en 2001.
Le film est présenté à la Mostra de Venise 2023 avant une diffusion sur Netflix en 2024 dans certains pays.

## Synopsis
Gary Johnson est professeur de philosophie à l'université de La Nouvelle-Orléans. Il travaille également pour la police, où son rôle est d’enregistrer les négociations entre Jasper, un faux tueur à gages, et une personne qui fait appel à ses services pour un contrat. Un jour où Jasper a un empêchement, son responsable lui propose de le remplacer et cela fonctionne si bien qu'il va prendre définitivement la place de son collègue. Dans une de ses missions, il rencontre une jeune femme battue par son mari violent. Pour la secourir, il va devoir oublier toutes les procédures et protocoles.

## Fiche technique
Sauf indication contraire, les informations mentionnées dans cette section peuvent être confirmées par la base de données cinématographiques IMDb,  présente dans la section « Liens externes ».
- Titre original : Hit Man
- Titre québécois : Tueur à gages[1]
- Réalisateur : Richard Linklater
- Scénario : Richard Linklater et Glen Powell, d'après un article de Skip Hollandsworth (en) publié dans Texas Monthly
- Musique : Graham Reynolds
- Direction artistique : Rodney Becker
- Décors : Bruce Curtis
- Costumes : Juliana Hoffpauir
- Photographie : Shane F. Kelly
- Montage : Sandra Adair
- Production : Jason Bateman, Mike Blizzard, Michael Costigan, Richard Linklater et Glen Powell
  - Production déléguée : John Sloss
- Sociétés de production : Detour Film Production, AGC Studios, Aggregate Films, Barnstorm Productions, Cinetic Media, Monarch Media et ShivHans Pictures
- Sociétés de distribution : Netflix (États-Unis), Canal+ (France, TV)
- Pays de production :  États-Unis
- Langue originale : anglais
- Format : couleur
- Genre : comédie noire, action, thriller
- Durée : 113 minutes
- Dates de sortie :
  - Italie : 5 septembre 2023 (Mostra de Venise)
  - États-Unis : 24 mai 2024 (en salles) ; 7 juin 2024 (Netflix)
  - France : 4 septembre 2024 (diffusion sur Canal+)

## Distribution
- Glen Powell (VF : Julien Allouf) : Gary Johnson
- Adria Arjona (VF : Sandra Valentin) : Madison Figueroa Masters
- Austin Amelio (VF : Alexis Victor) : Jasper
- Retta (VF : Virginie Emane) : Claudette
- Sanjay Rao (VF : Alan Aubert-Carlin) : Phil
- Molly Bernard (VF : Edwige Lemoine) : Alicia
- Evan Holtzman (VF : Juan Llorca) : Ray
- Richie Montgomery (VF : Patrick Messe) : Marcus

## Production

### Genèse et développement
En mai 2022, Richard Linklater annonce que son prochain projet sera une comédie d'action intitulée Hit Man. Tiré d'un article, il a coécrit le scénario avec Glen Powell qui tient le rôle principal et avec qui il produit également le film.

### Tournage
Le tournage débute en octobre 2022. Il se déroule notamment à La Nouvelle-Orléans.

## Sortie et accueil
Sur le site d'agrégation de critiques Rotten Tomatoes, le film obtient 97 % d'avis favorables, pour 131 critiques et une note moyenne de 8,2⁄10. Le consensus suivant résumé les avis collectés : « Thriller faussement sombre mais également chargé de rires, Hit Man est une vitrine exceptionnelle pour l'acteur principal Glen Powell – et l'un des films les plus purement divertissants de la carrière de Richard Linklater. » Sur le site Metacritic, qui utilise une moyenne pondérée, le film obtient la note de 82⁄100 pour 19 critiques.

## Distinctions

### Nomination
- Golden Globes 2025 : meilleur acteur dans un film musical ou une comédie pour Glen Powell

### Sélections
- Mostra de Venise 2023 : hors compétition
- Festival international du film de Toronto 2023 : sélection en section Special Presentations
- Reims Polar 2024 : hors compétition